# Blokada lądowa

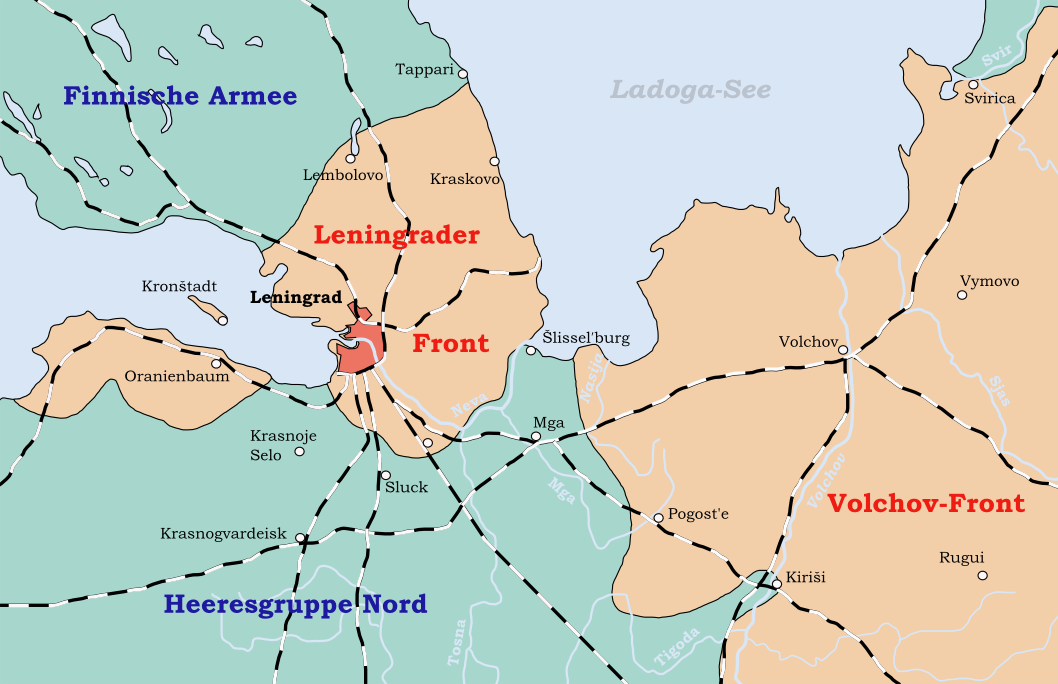
Mapa blokady lądowej (blokada Leningradu)

Blokada lądowa – okrążenie (izolacja) określonego zgrupowania wojsk przeciwnika lub obiektu wojskami lądowymi (siłami lądowymi). 
We współczesnych warunkach stosowana najczęściej w połączeniu z blokada powietrzną, a w działaniach prowadzonych na kierunkach nadmorskich - również z blokada morską.